# Shencang
Shencang är en köping i nordvästra Kina. Den ligger i Jonê härad i den autonoma prefekturen Gannan för tibetaner i provinsen Gansu,  omkring 150 kilometer söder om provinshuvudstaden Lanzhou. Antalet invånare är 7 770. Befolkningen består av 3 821 kvinnor och 3 949 män. Barn under 15 år utgör 21,0 %, vuxna 15-64 år 71 %, och äldre över 65 år 7,0 %.